# アウレリオ・サッフィ
マルコ・アウレリオ・サッフィ(イタリア語: Marco Aurelio Saffi、1819年10月13日 - 1890年4月10日)は、イタリアのイタリア統一運動時代の政治家、革命家、愛国者。ジュゼッペ・マッツィーニ、カルロ・アルメッリーニと並ぶ、1849年に樹立されたローマ共和国の三頭執政官である。

## 生涯
アウレリオ・サッフィは当時教皇領（現在はエミリア・ロマーニャ州）であったフォルリに生まれる。フェラーラ大学にて法学を学ぶと、故郷フォルリに戻って政治家としての活動を開始し、1844年から1845年にかけてはフォルリの市議会議員兼書記官を務めた。
その後、アウレリオ・サッフィはイタリア行動党への参画などを通じてジュゼッペ・マッツィーニに接近。彼の思想に触発され、1849年にはローマ共和国の樹立に参加する。
ローマ共和国では当初は内務大臣、のちにジュゼッペ・マッツィーニ、カルロ・アルメッリーニと並ぶ三頭執政官へ就任し、政治的指導力を発揮する。
しかしナポレオン3世率いるフランス軍の猛攻を受け、ローマ共和国は1849年7月に事実上崩壊。1850年には逃亡していた教皇ピウス9世もローマへと戻り、ローマ共和国は極めて短命な国家に終わる。
その後アウレリオ・サッフィはリグーリア州チヴェッツァに逃れ、さらにその後スイスへと渡ってジュゼッペ・マッツィーニと合流し、ロンドンへと亡命する。亡命先ロンドンでマッツィーニはイタリアでの蜂起を指導する「イタリア民族委員会」を設立しているが、その「宣言文」にはサッフィも署名をした。また1859年、サルデーニャ王国の対オーストリア帝国戦争を受けてマッツィーニは「イタリア人に次ぐ」という声明を発表しているが、これにもサッフィを含む100名近い共和主義者が名を連ねている。
亡命後、1852年には一度帰国を企てるも欠席裁判で懲役20年の判決を受けた後、再びイギリスに亡命した。1857年にはロンドンで結婚し、それ以降は1858年にジュゼッペ・アッティリオ、1861年にはジョバン・ニエミリオ、1863年にはカルロ・バリラ・ルイージ、1868年にはリナルド・アルトゥーロといういずれも男の子を儲けている。
イタリア統一がほぼ完成された1860年にはナポリへ戻り、思想に大きな影響を受けたジュゼッペ・マッツィーニと再会している。その後は、ロンドンやナポリ、ジェノバでの短い居住期間がありつつも1867年には故郷フォルリの郊外に居住し、1874年にはリミニで反君主的な反乱の罪で逮捕されるも無罪判決を受けている。なお、フォルリではジュゼッペ・マッツィーニの思想を広める政治団体「ジュペッゼ・マッツィーニ会」を立ち上げた。
1877年にはボローニャに移住。ボローニャ大学で法学とりわけ公法の教授となり、また『マッツィーニ伝』を執筆して彼の思想の記録を残した。1890年には故郷フォルリで死去した。

## ギャラリー

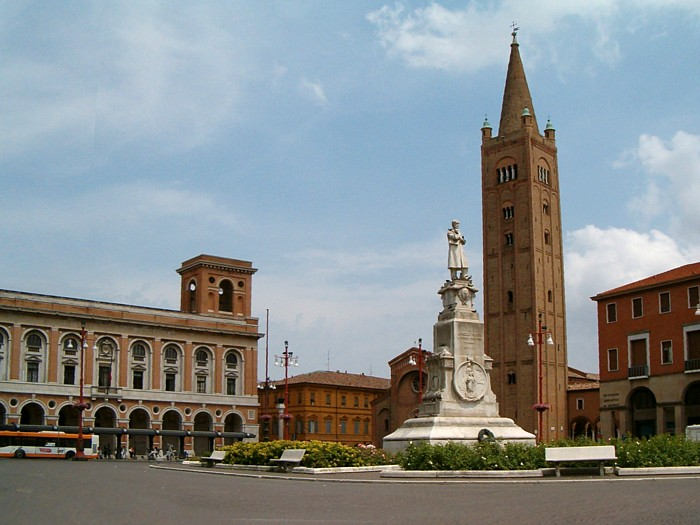
フォルリにあるアウレリオ・サッフィ広場（イタリア語版）
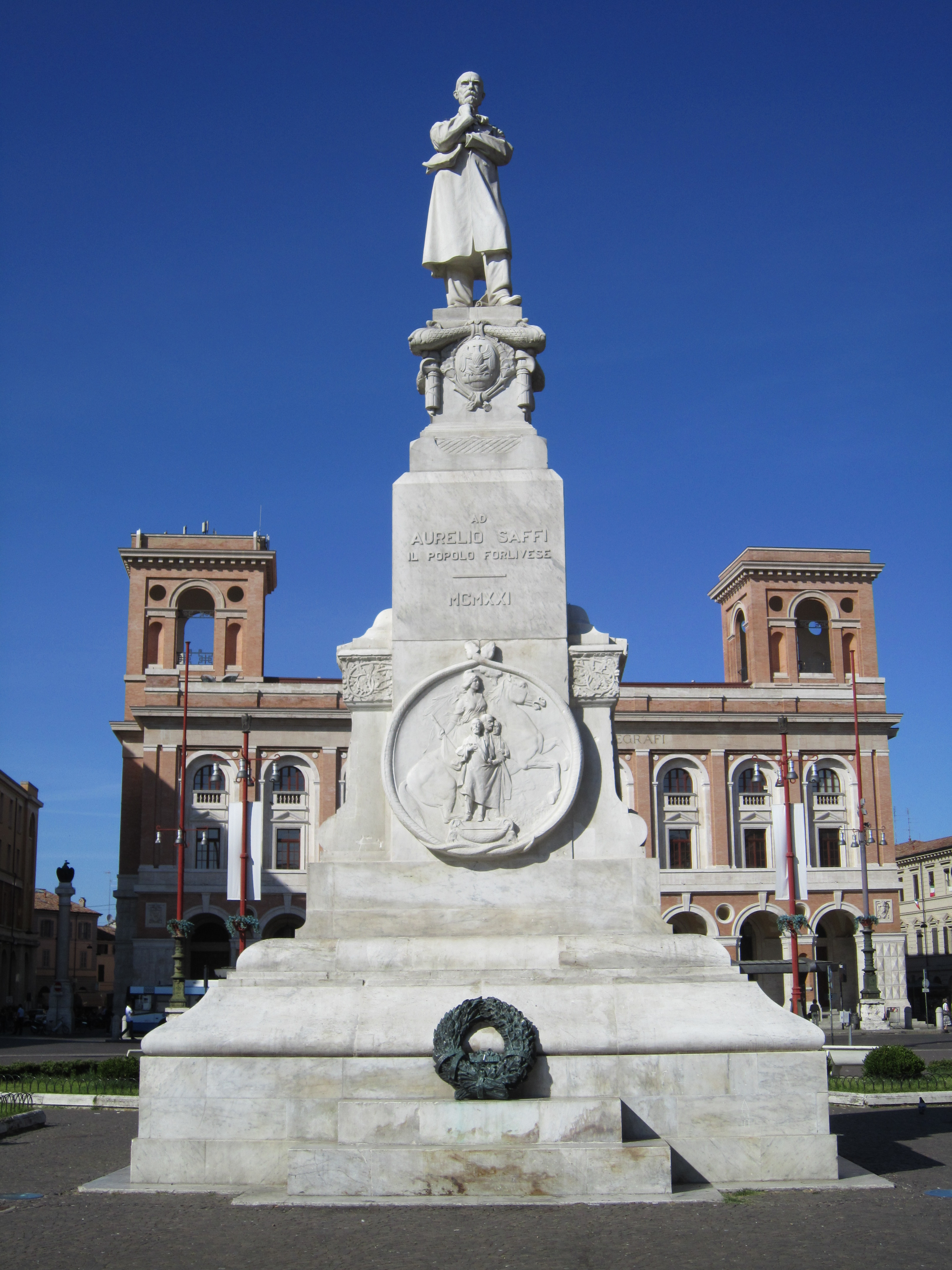
アウレリオ・サッフィ広場（イタリア語版）のアウレリオ・サッフィの像（フォルリ）
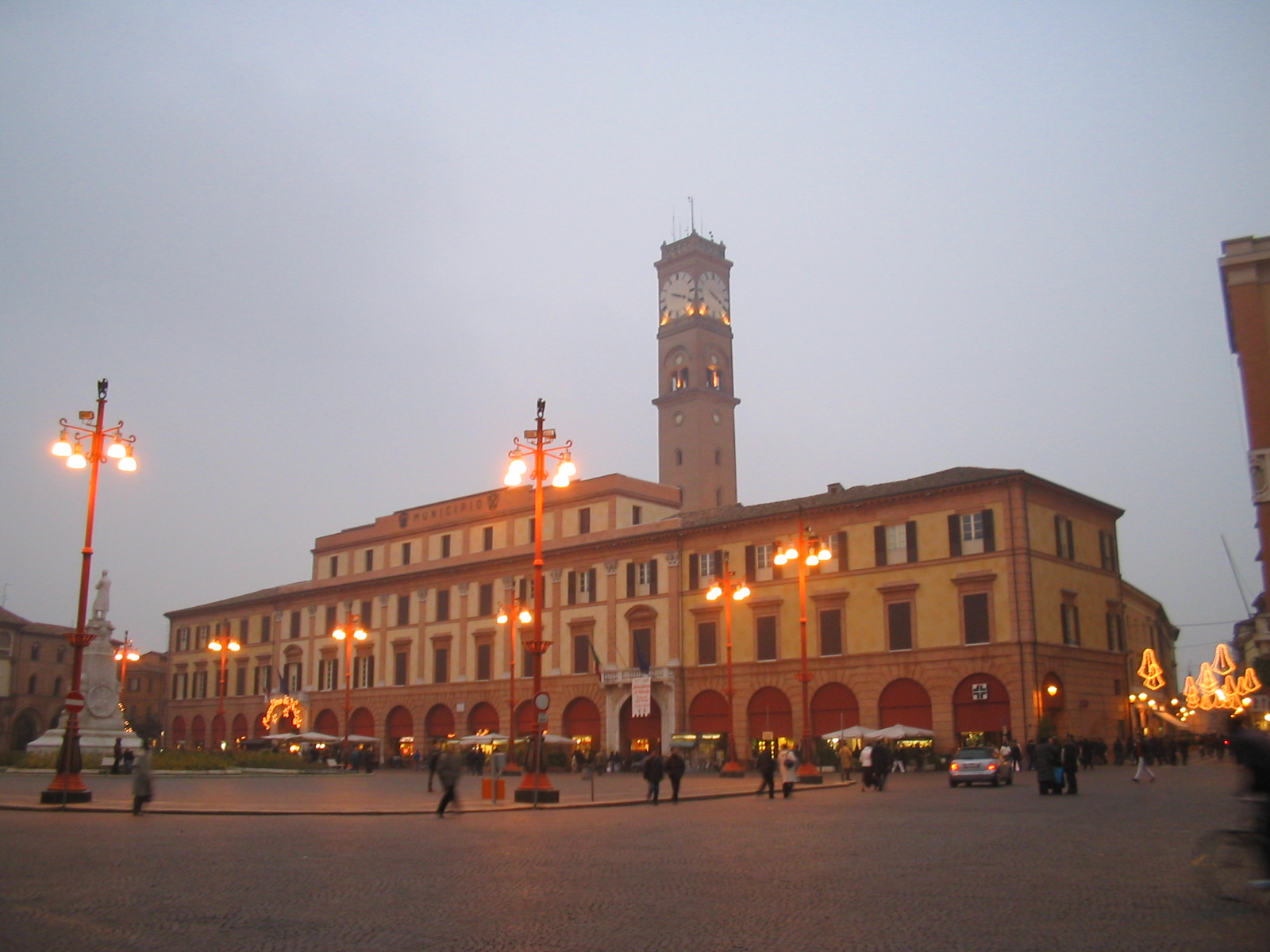
夕刻のアウレリオ・サッフィ広場（イタリア語版）
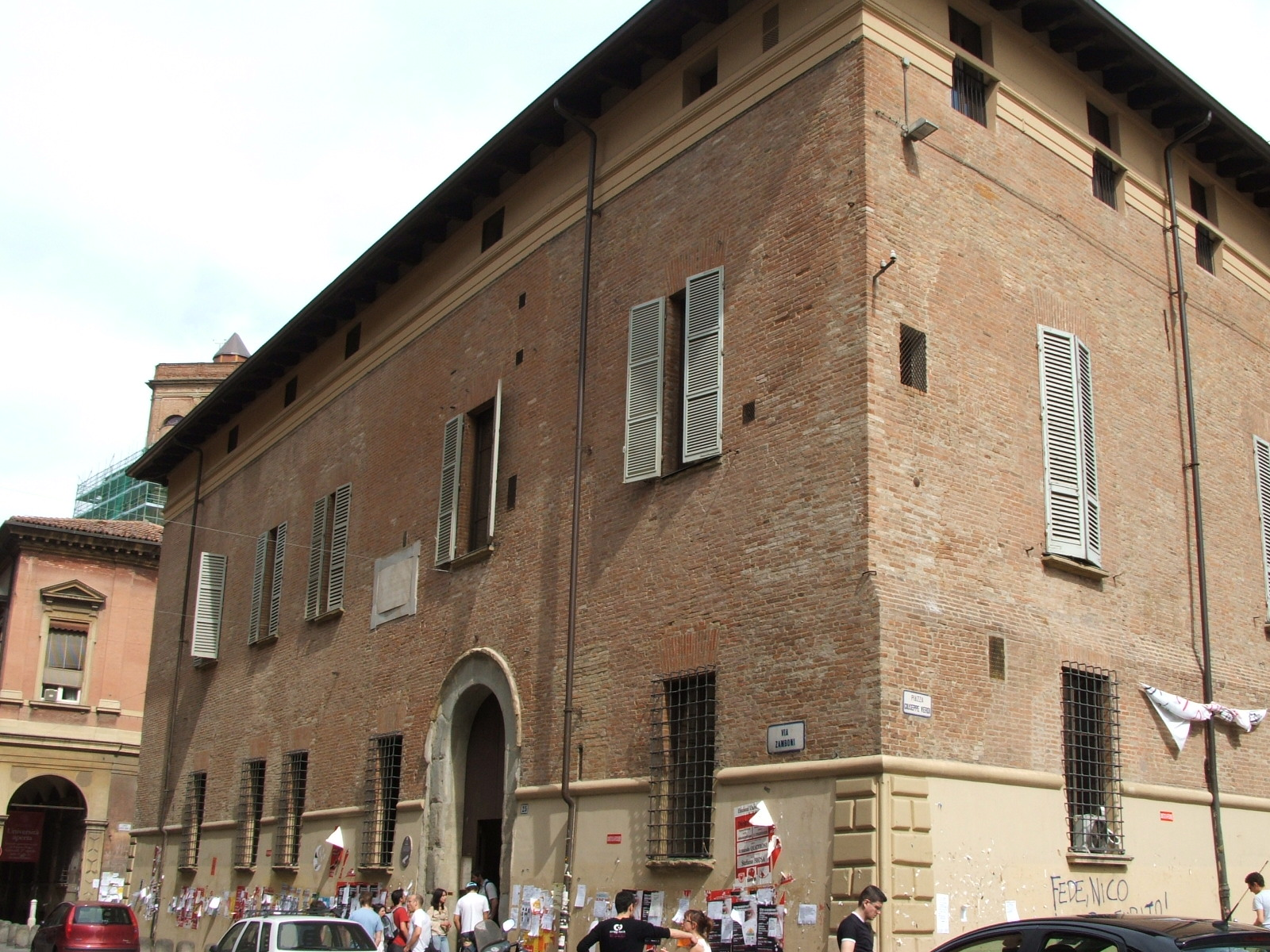
ボローニャ。かつてアウレリオ・サッフィが居住していた家